# Anderson Township (Missouri)
Pour les articles homonymes, voir Anderson Township et Anderson.
Anderson Township est un township, situé dans le comté de New Madrid, dans le Missouri, aux États-Unis,.

### Source de la traduction
- (en) Cet article est partiellement ou en totalité issu de l’article de Wikipédia en anglais intitulé « Anderson Township, New Madrid County, Missouri » (voir la liste des auteurs).